# Deishuan Booker
Deishuan Booker (ur. 29  grudnia 1996 w Las Vegas) – amerykański, koszykarz występujący na pozycjach rozgrywającego lub rzucającego obrońcy, obecnie zawodnik BG Getynga.
16 lipca 2020 zawarł umowę z Anwilem  Włocławek. 12 listopada 2020 klub poinformował o rozwiązaniu kontraktu z zawodnikiem. 25 grudnia dołączył do niemieckiego BG Getynga.

## Osiągnięcia
Stan na 5 stycznia 2021, na podstawie, o ile nie zaznaczono inaczej.
NJCAA
- Uczestnik:
  - rozgrywek final four turnieju NJCAA (2016)
  - turnieju NJCAA (2016, 2017)
- Mistrzostwo XIX regionu NJCAA (2016)
- Zaliczony do I składu turnieju XIX regionu NJCAA (2016)

NCAA
- Zaliczony do:
  - I składu:
    - Big West (2019)
    - turnieju Big West (2019)

  - składu honorable mention All-Big West (2018)
- Zawodnik tygodnia Big West (4.03.2019)
- Lider:
  - NCAA w liczbie celnych rzutów wolnych (2019 – 250)
  - konferencji Big West w:
    - wszech czasów w skuteczności rzutów wolnych (2019 – 89,7%)
    - średniej asyst (2018 – 4,6)
    - liczbie:
      - asyst (2018 – 148)
      - celnych rzutów wolnych (2019 – 250)
      - oddanych rzutów wolnych (2019 – 274)

    - skuteczności rzutów wolnych (2019 – 91,2%)

Drużynowe
- Mistrz Czech (2020)
- Zdobywca Pucharu Czech (2020)
- Finalista Superpucharu Polski (2020)[7]

Indywidualne
- MVP kolejki TBL (1 – 2020/2021)[8]
- Zaliczony do I składu kolejki TBL (1 – 2020/2021)[9]